# لورا هرین
لورا هرین (به انگلیسی: Laura Hérin؛ متولد ۸ آوریل ۲۰۰۱) کشتی‌گیر آزادکار اهل کوبا است. وی سابقه حضور در المپیک ۲۰۲۰ توکیو را دارد.